# Escatología cristiana
La escatología cristiana es una rama de la teología cristiana conformada por las creencias escatológicas o de  las «últimas cosas» del cristianismo.  La palabra «escatología» proviene de dos palabras griegas que significan ‘último’ (ἔσχατος) y ‘estudio’ (-λογία). Se trata del estudio de las 'cosas finales', bien el fin de la vida individual, o del fin de los tiempos, o del fin del mundo, así como la naturaleza del Reino de Dios. A grandes rasgos, se refiere al estudio del destino de la humanidad tal como se describe en la Biblia, la fuente primaria para cualquier estudio escatológico cristiano.
A diferencia de la cosmogonía cristiana (que ve el origen), los asuntos y eventos más importantes de la escatología cristiana son la muerte y la vida después de la muerte, el Cielo y el Infierno, el segundo advenimiento de Jesús (o Parusía), la Resurrección de los Muertos, el Arrebatamiento, la Gran Tribulación, el Milenio, el fin del mundo, el Juicio Final así como el Cielo Nuevo y la Tierra Nueva del mundo que vendrá.  Los pasajes escatológicos se encuentran en muchos lugares de la Biblia, tanto del Antiguo como del Nuevo Testamento.  Hay también muchos ejemplos extrabíblicos de profecías escatológicas, así como tradiciones eclesiales.
A pesar de que la fuente de estudio es una sola, existen al menos cuatro corrientes escatológicas: el preterismo, el historicismo, el futurismo y el idealismo.

## Historia
La escatología es una antigua rama de estudio de la teología cristiana, ya considerada en textos bíblicos como el Discurso de los Olivos, la Parábola del juicio final, y otros discursos de Jesús sobre los tiempos finales, la doctrina de la Parusía discutida por Pablo de Tarso (Romanos 2:5-16, Romanos 14:10, 1 Cor 4.5, 2 Cor 5:10, 2 Tim 4:1, 2 Tes 1:5) e Ignacio de Antioquía (35–107 d. C.), y tratado con más consideración por el apologista cristiano, Justino Mártir (100–165).  El estudio de la escatología continuó en occidente con Tertuliano (160–225) y tuvo reflexiones más completas por parte de Orígenes (185–254). El término fue usado inicialmente por el teólogo luterano Abraham Calovius (1612–1686), pero solo se usó de manera más amplia durante el siglo XIX.